# IAFL1 Conference 2017
La IAFL1 Conference 2017 è stata la 5ª edizione del campionato irlandese di football americano di secondo livello, organizzato dalla IAFL.

## Squadre partecipanti
| Club                   | Città     | Stadio | Sponsor ufficiale | Risultato nella stagione 2016 |
| ---------------------- | --------- | ------ | ----------------- | ----------------------------- |
| Craigavon Cowboys      | Portadown |        |                   |                               |
| Donegal Derry Vipers   | Derry     |        |                   |                               |
| Louth Mavericks        | Dundalk   |        |                   |                               |
| South Kildare Soldiers | Kildare   |        |                   |                               |
| West Dublin Rhinos     | Dublino   |        |                   |                               |
| Westmeath Minotaurs    | Athlone   |        |                   |                               |
| Wexford Eagles         | Gorey     |        |                   |                               |

## Stagione regolare

### Calendario

#### 1ª giornata
| Castleknock 19 marzo 2017 | West Dublin Rhinos | 9 – 8 | Donegal Derry Vipers | Castleknock College |

#### 2ª giornata
| Gorey 26 marzo 2017 | Wexford Eagles | 7 – 19 | Westmeath Minotaurs | Garden City GAA Pitch |

| Kildare 26 marzo 2017 | South Kildare Soldiers | 6 – 7 | Louth Mavericks | Cill Dara RFC |

#### 3ª giornata
| Gorey 2 aprile 2017 | Wexford Eagles | 21 – 7 | West Dublin Rhinos | Garden City GAA Pitch |

| Mullingar 2 aprile 2017 | Westmeath Minotaurs | 6 – 31 | Craigavon Cowboys | Mullingar RFC |

| Drumahoe 2 aprile 2017 | Donegal Derry Vipers | 26 – 14 | South Kildare Soldiers | YMCA Rugby Field |

#### 4ª giornata
| Castleknock 23 aprile 2017 | West Dublin Rhinos | 51 – 14 | South Kildare Soldiers | Castleknock College |

| Portadown 23 aprile 2017 | Craigavon Cowboys | 42 – 21 | Wexford Eagles | People's Park |

#### 5ª giornata
| Portadown 30 aprile 2017 | Craigavon Cowboys | 20 – 7 | Louth Mavericks | People's Park |

| Drumahoe 30 aprile 2017 | Donegal Derry Vipers | 23 – 8 | Westmeath Minotaurs | YMCA Rugby Field |

#### 6ª giornata
| Kildare 7 maggio 2017 | South Kildare Soldiers | 30 – 40 | Wexford Eagles | Cill Dara RFC |

#### 7ª giornata
| Dundalk 14 maggio 2017 | Louth Mavericks | 33 – 11 | Westmeath Minotaurs | Dundalk RFC |

| Portadown 14 maggio 2017 | Craigavon Cowboys | 24 – 0 | West Dublin Rhinos | People's Park |

#### 8ª giornata
| Mullingar 21 maggio 2017 | Westmeath Minotaurs | 12 – 13 | West Dublin Rhinos | Mullingar RFC |

| Dundalk 21 maggio 2017 | Louth Mavericks | 14 – 16 | Donegal Derry Vipers | Dundalk RFC |

#### 9ª giornata
| Gorey 28 maggio 2017 | Wexford Eagles | 13 – 40 | Craigavon Cowboys | Garden City GAA Pitch |

| Kildare 28 maggio 2017 | South Kildare Soldiers | 6 – 31 | Donegal Derry Vipers | Cill Dara RFC |

#### 10ª giornata
| Dundalk 4 giugno 2017 | Louth Mavericks | 21 – 17 | Wexford Eagles | Dundalk RFC |

| Kildare 4 giugno 2017 | South Kildare Soldiers | 6 – 33 | Westmeath Minotaurs | Cill Dara RFC |

| Castleknock 4 giugno 2017 | West Dublin Rhinos | 7 – 18 | Craigavon Cowboys | Castleknock College |

#### 11ª giornata
| Dundalk 18 giugno 2017 | Louth Mavericks | 28 – 0 | South Kildare Soldiers | Dundalk RFC |

| Drumahoe 18 giugno 2017 | Donegal Derry Vipers | 21 – 8 | West Dublin Rhinos | YMCA Rugby Field |

#### 12ª giornata
| Mullingar 25 giugno 2017 | Westmeath Minotaurs | 12 – 31 | Wexford Eagles | Mullingar RFC |

#### 13ª giornata
| Castleknock 2 luglio 2017 | West Dublin Rhinos | 13 – 14 | Louth Mavericks | Castleknock College |

| Portadown 2 luglio 2017 | Craigavon Cowboys | 20 – 21 | Donegal Derry Vipers | People's Park |

#### 14ª giornata
| Gorey 9 luglio 2017 | Wexford Eagles | 43 – 21 | Craigavon Cowboys | Garden City GAA Pitch |

| Mullingar 9 luglio 2017 | Westmeath Minotaurs | 34 – 12 | Louth Mavericks | Mullingar RFC |

#### 15ª giornata
| Drumahoe 16 luglio 2017 | Donegal Derry Vipers | 0 – 12 | Craigavon Cowboys | YMCA Rugby Field |

### Classifica
La classifica della regular season è la seguente.
- PCT = percentuale di vittorie, G = partite giocate, V = partite vinte,  P = partite perse, PF = punti fatti, PS = punti subiti

| Pos. | Squadra                | PCT  | G | V | N | P | PF  | PS  |
| ---- | ---------------------- | ---- | - | - | - | - | --- | --- |
| 1    | Craigavon Cowboys      | .875 | 8 | 7 | 0 | 1 | 207 | 75  |
| 2    | Donegal Derry Vipers   | .750 | 8 | 6 | 0 | 2 | 146 | 91  |
| 3    | Louth Mavericks        | .625 | 8 | 5 | 0 | 3 | 136 | 117 |
| 4    | Wexford Eagles         | .500 | 8 | 4 | 0 | 4 | 193 | 192 |
| 5    | West Dublin Rhinos     | .375 | 8 | 3 | 0 | 5 | 108 | 132 |
| 6    | Westmeath Minotaurs    | .375 | 8 | 3 | 0 | 5 | 135 | 156 |
| 7    | South Kildare Soldiers | .000 | 8 | 0 | 0 | 8 | 97  | 259 |

## Playoff

### Tabellone
|  | Semifinali | Semifinali           | Semifinali |                 |    | IV IAFL1 Bowl     | IV IAFL1 Bowl | IV IAFL1 Bowl |  |
|  |            |                      |            |                 |    |                   |               |               |  |
|  | 1          | Craigavon Cowboys    | 44         |                 |    |                   |               |               |  |
|  | 1          | Craigavon Cowboys    | 44         |                 |    |                   |               |               |  |
|  | 4          | Wexford Eagles       | 37         |                 |    |                   |               |               |  |
|  | 4          | Wexford Eagles       | 37         |                 | 1  | Craigavon Cowboys | 18            |               |  |
|  |            |                      |            |                 | 1  | Craigavon Cowboys | 18            |               |  |
|  |            |                      | 3          | Louth Mavericks | 23 |                   |               |               |  |
|  | 3          | Louth Mavericks      | 3          | Louth Mavericks | 23 | 17                |               |               |  |
|  | 3          | Louth Mavericks      |            |                 |    |                   |               |               |  |
|  | 2          | Donegal Derry Vipers | 15         |                 |    |                   |               |               |  |

### Semifinali
| 23 luglio 2017 | Craigavon Cowboys | 44 – 37 | Wexford Eagles |  |

| 23 luglio 2017 | Donegal Derry Vipers | 15 – 17 | Louth Mavericks |  |

### IV IAFL1 Bowl
| Dundalk 20 agosto 2017, ore 16:00 | Craigavon Cowboys | 18 – 23 | Louth Mavericks | Dundalk R.F.C. |

## Verdetti
- Louth Mavericks Vincitori della IAFL1 Conference 2017